# Schereria martensi
Schereria martensi es una especie de insecto coleóptero de la familia Chrysomelidae. 
Fue descrita científicamente en 1984 por Medvedev.